# Dieter Schröder (Journalist)
Dieter Schröder (* 23. Februar 1931 in Berlin; † 7. Dezember 2021 in Höslwang) war ein deutscher Journalist, Publizist und Autor. Er war langjähriger Chefredakteur der Süddeutschen Zeitung und Herausgeber der Berliner Zeitung.

## Leben
Nach dem Abitur in Ostberlin zog Schröder nach München, wo er die erste Schule für journalistische Praxis der Bundesrepublik Deutschland, das Werner-Friedmann-Institut, besuchte. Im Anschluss daran arbeitete er als Lokalredakteur bei der in München beheimateten Süddeutschen Zeitung (SZ). Doch der erst 21-jährige Schröder verließ München schon bald, um seine journalistische Laufbahn in der damaligen provisorischen Hauptstadt Bonn fortzusetzen. 1953 wurde er Bonner Korrespondent der Süddeutschen Zeitung und behielt diese Tätigkeit bis zum Jahre 1963 bei. Mit seinen Reportagen wurde er zu einem Chronisten der Gründerjahre der Bundesrepublik unter Bundeskanzler Konrad Adenauer.
1964 wechselte Schröder für zwei Jahre als Reporter zum Hamburger Nachrichtenmagazin Der Spiegel, für welches er hauptsächlich Auslandsreportagen schrieb. Der von Schröder sehr geschätzte Gründer des Spiegels, Rudolf Augstein, über den er 2004 eine Biographie schrieb, war von 1964 bis 1965 teilweise sein Lehrer. 1966 kehrte Schröder zur Süddeutschen Zeitung zurück und berichtete bis 1972 als SZ-Korrespondent aus London.
1973 übernahm Schröder in München die Leitung des außenpolitischen Ressorts der Süddeutschen Zeitung. 1976 wurde er Mitglied der SZ-Chefredaktion. Als Befürworter der Politik Helmut Schmidts und nachfolgend von Helmut Kohl hinsichtlich der Nachrüstung geriet er in der deutschen Öffentlichkeit unter erheblichen Druck. Von 1985 bis 1995 amtierte Schröder als alleiniger Chefredakteur der Süddeutschen Zeitung.
1996 nahm er das Angebot des Hauses Gruner + Jahr an, Herausgeber der Berliner Zeitung zu werden. Auch nach seiner Verabschiedung als Herausgeber 2001 blieb er der Zeitung als Leitartikler und ständiger Autor erhalten.

## Zitate
Martin E. Süskind zum 70. Geburtstag von Dieter Schröder: „Als Beobachter und spontaner Kommentator der Politik – das Politische, also: die öffentlichen Angelegenheiten sind sein Metier – reagiert er ungemein emotional, in der schreiberischen Analyse und Bewertung von Politik indes bewegt er sich mit großer Rationalität und Selbstkontrolle. Das ist es, was aus ihm einen großen Journalisten gemacht hat.“
Zeit-Herausgeber Josef Joffe anlässlich der Verabschiedung Schröders in den Ruhestand: „Es gibt nur wenige Journalisten, von denen man ohne Übertreibung behaupten kann, dass sie die deutsche Presselandschaft nach dem Krieg maßgeblich mitgestaltet haben. Dieter Schröder gehört dazu.“

## Bücher
- Erich Ollenhauer, Graeber & Olzog, 1957
- Demokratien, Hess. Landeszentrale f. Polit. Bildung, Wiesbaden 1969, 204 S.
- Irland, Gottes geteiltes Land, Süddeutscher Verlag, München 1972, 154 S.
- Großbritannien, Fackelträger-Verlag, Hannover 1979, 206 S.
- Traumstraßen Großbritanniens, Süddeutscher Verlag, München 1980, 194 S.
- Traumstraßen Irlands, Süddeutscher Verlag, München 1988, 190 S.
- Traumreisen durch Irland, Verlag: Eltville am Rhein, Bechtermünz 1991, 190 S., ISBN 978-3-9271-1780-8
- Augstein, Siedler Verlag, München 2004, 400 Seiten, ISBN 3-88680-782-7